# Emanuele Naspetti
Emanuele Naspetti (Ancona, 24 februari 1968) is een voormalig Italiaans autocoureur. Hij maakte zijn Formule 1-debuut in 1992 bij March en nam deel aan zes Grands Prix. Hij scoorde geen punten.
Hij werd derde in het Formule 3000-kampioenschap van 1991 en zesde in dat van 1992. Daarna mocht hij debuteren in de Formule 1 bij March. Hij reed dat jaar vijf Grands Prix met als beste resultaat een elfde plaats. Een jaar later mocht hij ook nog een race rijden voor Jordan maar werd onmiddellijk opnieuw opzij geschoven.